# 全米発明家殿堂
全米発明家殿堂（英語：National Inventors Hall of Fame、略称：NIHF）は、発明家と発明品のために作られた非営利団体である。「人間的、社会的、経済的進歩を可能にする偉大な技術的進歩を担う人々を称える」ことを最初の目的とし、1973年設立した。
表彰の他に、バージニア州アレクサンドリア の美術館（National Inventors Hall of Fame Museum）、オハイオ州アクロンの中学校（National Inventors Hall of Fame STEM Middle School）を運営し、米国全土の教育プログラム、大学コンテスト、特別プロジェクトへの支援を行い学生の創造性を奨励している。
毎年2月、入選者は国家選考委員会とブルーリボンパネルによって選ばれる。資格を得るには、人類の福祉を改善し、科学技術の進歩を促進する米国の特許を持っていなければならない。

## 歴史
1973年、特許法協会全国評議会会長（現在は知的財産法協会全国評議会）の議長であるH. Hume Mathewsの主導によって設立された。 翌年にはワシントンD.C.の米国特許商標庁を主要スポンサーに迎えた。当初は、ワシントンD.C.の米国特許商標庁内に事務所があったが、いろいろあって現在の場所に落ち着いた。

## 殿堂
殿堂入りした日本人
米国で特許を取得していれば選考されることから、日本人も選ばれている。
- 遠藤章 -2012年殿堂入り、脂質降下薬スタチン類の発見と開発[4]
- 中村修二 -2015年殿堂入り、青色LEDの開発[5]
- 浅川智恵子-2019年殿堂入り、視覚障害者用ウェブ読み上げ技術[6]
- 高峰譲吉-2024年殿堂入り、アミラーゼを抽出したタカジアスターゼの開発とアドレナリンの抽出など、米国で20の特許を取得[7]。